# Roxana Postelnicu
Roxana Postelnicu (n. 15 de noviembre de 1981, Vaslui) es una cantante rumana de dance-pop, una de las fundadoras de la banda Heaven.

## Biografía
Roxana Postelnicu nació en Vaslui, en la histórica región rumana de Moldavia. Inicialmente pensó dedicarse al mundo de la moda, ya que había ganado algunos certámenes locales de belleza. Sin embargo se trasladó a Bucarest y se inscribió en clases de canto mientras asistía a la escuela secundaria. En 2005, ella y su hermana Adina decidieron construir el proyecto Heaven, al que se unió Roxana Spoială.